# Let’s Ryde 2Night EP
Let’s Ryde 2Night EP – minialbum amerykańskiego zespołu hip-hopowego Tha Dogg Pound. Został wydany w Internecie na platformę iTunes.

## Lista utworów
1. Let’s Ryde 2Night
2. Ch-Ching
3. Look Like U Need a Lift (feat. B-Real & Nate Dogg)
4. Cuz from tha Dogg Pound
5. Bacc On tha Rise
6. Watch Us Ryde
7. Thiz DPG (feat. Nitti)
8. What Cha Want (feat. Busta Rhymes)
9. F.Y.T. (feat. San Quinn & The Yee)
10. Oooh Baby
11. Vibe Wit a Pimp [Shawty Redd Remix] (feat. Snoop Dogg)
12. Xmas Seasons (feat. Nate Dogg & Snoop Dogg)